# HONEY CHRISTMAS
「HONEY CHRISTMAS」（ハニー・クリスマス）は、1993年11月1日にリリースされた原田真二通算28作目のシングル。

## 解説
- クリスマス・ミニ・アルバム『Glistening Holidays』（1993.11.21）の先行シングルとして発売された、原田初のクリスマス・ソングのシングル曲。
- カップリングは、ア・カペラ（詩の朗読も交えた）によるクリスマススタンダード「SILENT NIGHT（きよしこの夜）」。

## 収録曲
1. HONEY CHRISTMAS　（5分08秒）
  - 作詞・作曲・編曲：原田真二
2. SILENT NIGHT （A CAPELLA）　（4分20秒）
  - 作詞・作曲：Franz Grugber, Joseph Mohr （日本語詞 kou Yuki, ポエム：Mary Stickels）
3. HONEY CHRISTMAS （カラオケ）

## ミュージシャン
- 演奏・構成 - 原田真二
- 収録・ミキシング - 原田真二
- アシスタントエンジニア - 鈴木彰

## 関連収録アルバム
2005年 GOLDEN☆BEST 原田真二 1992-1996 SHINE THE LIGHT COLLECTION